# Жан III д’Альбре
Жан (Иоанн, Хуан) III (исп. Juan III de Albret, баск. Nafarroako Joanes III, фр. Jean III de Navarre; 1469 — 14 июня 1516) — первый король Наварры из дома Альбре.

## Биография
Вступил в брак с королевой наваррской Екатериной де Фуа (сестрой Франциска Феба из дома де Фуа) и в 1484 году, вместе с её рукой получил корону Наварры. Вынужденный колебаться между Францией и Испанией, а также бороться с многочисленными враждебными ему феодалами внутри страны, Иоанн почти всё время своего правления провёл в войнах; коронации в Памплоне ему удалось добиться лишь в 1494 году.
Заподозрив его во враждебных Испании сношениях с Францией, Фердинанд Католик оклеветал его как схизматика и еретика, следствием чего стала папская булла 1512 года, низлагавшая Иоанна и его потомство до 1560 года. Иоанн вынужден был бежать из страны, но затем вернулся, поддерживаемый французскими войсками, хотя после ряда неудач, в результате голода, ненастья, сильной смертности солдат, вынужден был отступить, умер в 1516 году. Кроткий и весёлый, он любил горожан и крестьян, танцевал и шутил с ними, играл им на флейте.

## Брак и дети
Жена: с 14 июля 1484 года Екатерина I де Фуа (1468 — 12 февраля 1517), королева Наварры, графиня де Фуа и де Бигорр, виконтесса Беарна и Марсана, дочь Гастона де Фуа, (1444 — 23 ноября 1470), принца Вианского, и Мадлен Французской (1 декабря 1443 - 21 января 1495), дети:
- Ана де Наварра д’Альбре (19 мая 1492, По — 15 августа 1532, По);
- Мадалена де Наварра д’Альбре (29 марта 1494, Олите — май 1504, Медина-дель-Кампо);
- Екатерина де Наварра д’Альбре (1495, Памплона — ноябрь 1532, Кан), аббатиса монастыря св. Троицы в Кане;
- Жанна де Наварра д’Альбре (15 июня 1496, Памплона — после ноября 1496, Памплона);
- Квитерия де Наварра д’Альбре (1499 — ок. 13 сентября 1536, Монтивилье), аббатиса в Монтивилье;
- сын (июнь 1500);
- Андрес Феб де Наварра д’Альбре (14 октября 1501, Памплона — 17 апреля 1503, Сангуэса);
- Генрих II (18 апреля 1503, Сангуэса — 25 мая 1555, Ажетмо) — король Наварры; женат с 24 января 1527 года на Маргарите Ангулемской (1492—1549), дочери Карла Орлеанского, графа Ангулема и Перигора.
- Буэнавентура де Наварра д’Альбре (14 июля 1505, Памплона — 1510/11);
- Мартин де Наварра д’Альбре (после 1506 — после 1512, Сангуэса);
- Франциско де Наварра д’Альбре (1508 — после 28 августа 1512, Совтерр-де-Беарн);
- Карл де Наварра д’Альбре (12 декабря 1512, По — сентябрь 1528, тюрьма Неаполя). Согласно завещанию отца должен был унаследовать после деда, Алэна д’Альбре, графство Перигор и виконтство Лимож. Был захвачен в плен во время осады Неаполя (см. Война Коньякской лиги);
- Изабель де Наварра д’Альбре (1513/14 — после 1555), жена (с 16 августа 1534) Рене I, виконта де Рогана, графа де Паре, барона Леона (погиб в 1552, под Мецом)

Текст завещания Жана III д’Альбре опубликован в Dartigue-Peyrou, Charles. Le vicomté de Béarn sous le règne d'Henri d'Albret. 1517-1555 (Paris : Les Belles lettres, 1934).